# Crise do terceiro século

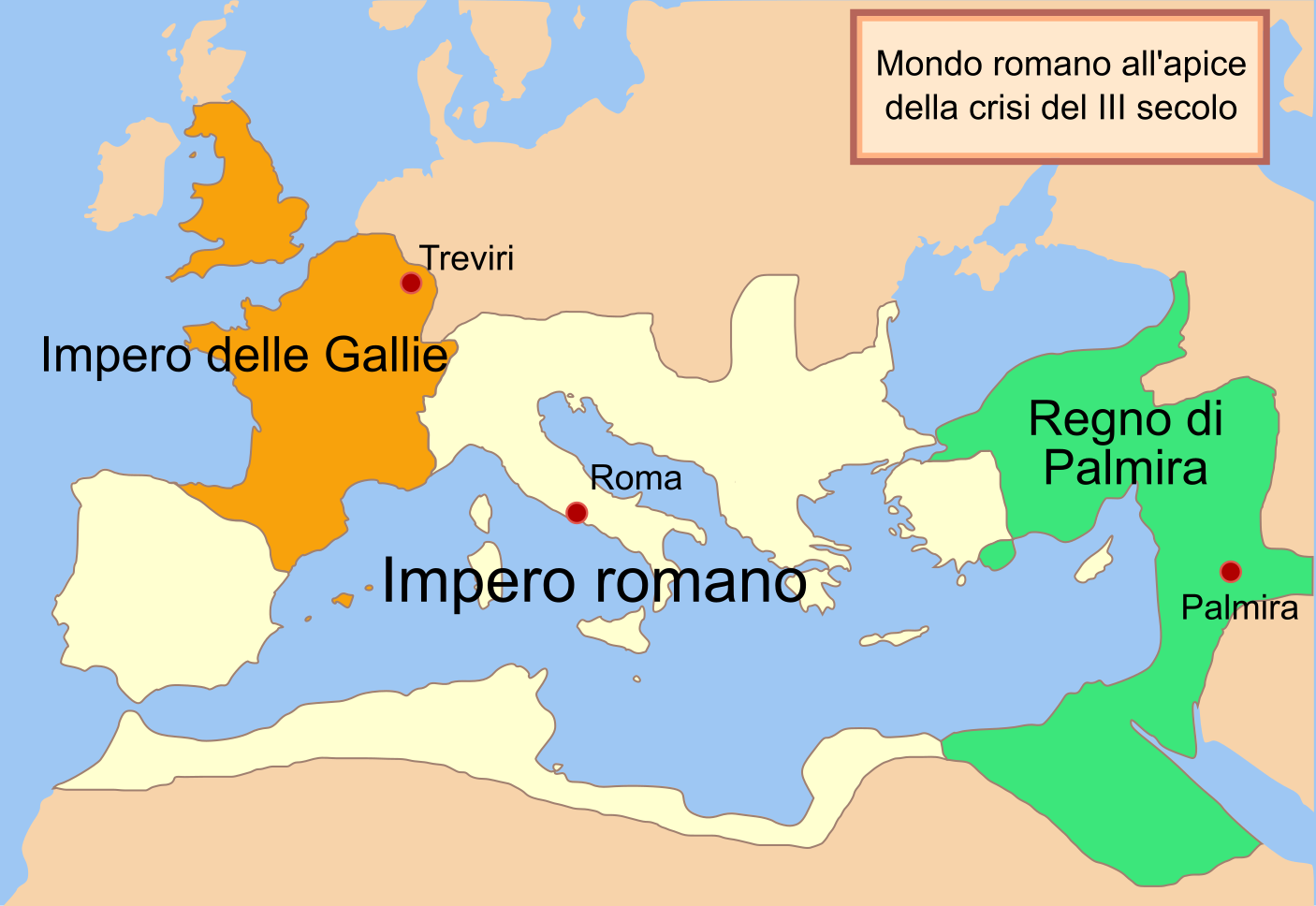
O Império Romano dividido em 260 d.C.

Crise do terceiro século é uma série de acontecimentos ocorridos no Império Romano ao longo do século III, ou mais precisamente do ano 235 ao ano 284.
Durante este período, o império foi governado sucessivamente por cerca de dezoito imperadores "legítimos". A maioria deles eram proeminentes generais que assumiram o poder imperial sobre todo ou parte do império, somente para perdê-lo por derrota em combate, assassinato ou morte natural, governando em média apenas dois a três anos. Por isso, este período é também conhecido como a época dos "Imperadores Soldados". O número exacto de imperadores do período é desconhecido, pois não considera aqueles nomeados juntamente com pais e colegas, e ainda desconsidera os pretendentes e usurpadores.
No fim do século II ocorreu uma guerra civil de sucessão, que abalou profundamente o império. Na primeira metade do século seguinte, o império manteve-se próspero e extenso, até que o poderoso Império Sassânida, do leste, começou a fazer ataques ao Império Romano. No ano de 260, foram capturados o imperador Valeriano e todo o seu exército de 70 mil homens. Sem muita defesa, as províncias do leste foram devastadas.

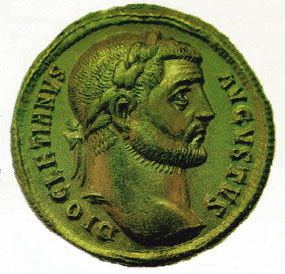
Com a ascensão do imperador Diocleciano r. encerrou-se a crise do terceiro século.

A Peste de Cipriano espalhou-se pelo império e tornou-se uma epidemia. Além desses problemas, o Império Romano ainda se iria deparar com outro poderoso inimigo vindo do norte: os godos.
O avanço da peste e os fracassos militares do império eram tão frustrantes que o povo passou a buscar novas crenças e rituais para afastar os perigos, ao mesmo tempo que se intensificou a perseguição aos cristãos. Rumores de que os acontecimentos negativos eram algum tipo de castigo para o Império Romano espalharam-se por toda a Europa.
Uma característica marcante observada na crise do terceiro século foi a fraqueza demonstrada pelos imperadores em manter de forma prolongada o controle sobre o império. Essa série de imperadores fracos foi, de certa forma, um reflexo da extensa militarização do império. Por outras palavras, Roma foi abandonando gradualmente o seu caráter aristocrático, percebido anteriormente nos poderes investidos ao senado romano, para tornar-se um império militar.
Esse processo de enfraquecimento do senado romano foi acompanhado pelo fortalecimento cada vez maior das legiões romanas nas decisões relativas à escolha dos imperadores, em função dos seus interesses imediatos e, por consequência, na administração do império. Isso levou inevitavelmente à escolha de imperadores despreparados e incompetentes.
Com a crise do terceiro século, começaram as transformações que, mais de um século depois, levariam ao fim do período histórico conhecido como Antiguidade e o início da Idade Média.